# 관용구
관용구(慣用句, idiomatic phrase)는 습관으로 오랫동안 널리 쓰여 하나로 묶인 낱말·문구나 표현이다. 예를 들면 영어의 once in a blue moon은 '극히 드물게', 한국어의 '발이 넓다'는 '사귀어 아는 사람이 많아 활동하는 범위가 넓다'(표준국어대사전)라는 뜻이다.

## 같이 보기
- 한자성어